# Onthophagus cupreiceps
Onthophagus cupreiceps là một loài bọ cánh cứng trong họ Bọ hung (Scarabaeidae).